# Demetrio Loperena Rota
Demetrio Loperena Rota (Garralda, Valle de Aézcoa, Navarra, 1956–Madrid, 7 de noviembre de 2013) fue un jurista español. Estudió primero formación profesional, concretamente maestría electrónica. Licenciado más tarde en Derecho por la Universidad de Navarra, su tesis doctoral se tituló Derecho histórico y régimen local de Navarra: alcance institucional y competencial de la disposición adicional primera de la Constitución Española. Catedrático de Derecho Administrativo de la Universidad del País Vasco, fue vicerrector y Decano de la Facultad de Derecho de Donostia / San Sebastián.
Se dedicó especialmente al Derecho Ambiental, rama en la que publicó docenas de artículos y varias monografías pioneras en la vinculación del Derecho Ambiental con los Derechos Humanos. En este ámbito, fue fundador y Secretario General Adjunto de la Corte Internacional de Arbitraje y Conciliación Ambiental.